# あわら市コミュニティバス
あわら市コミュニティバスは、福井県あわら市で運行されていたコミュニティバス。
京福バスとあわら観光に運行委託をしていたが、2012年3月31日限りで廃止され、それ以降、平日・土曜日はデマンド型乗合タクシー（乗車にはあらかじめ利用登録が必要）に移行しているが、2019年8月3日に年末年始を除く土日祝運行で観光周遊バス「あわら北部周遊バス」が運行開始された。

## 運賃
- 大人（中学生以上）：200円
- 小人（小学生）、65歳以上や身体障害者手帳などを携帯している人：100円
- 小学生未満：無料

## 路線
〔参考〕あわら北部周遊バス
- あわら湯のまち駅 - きららの丘 - 北潟湖畔公園口 - 吉崎御坊駐車場前 - 細呂木駅前 - トリムパークかなづ - 芦原温泉駅

北ルート1号線
- 芦原温泉駅 - 細呂木駅前 - 芦原温泉駅

北ルート2号線
- 芦原温泉駅 - 金津神社 - 芦原温泉駅

北ルート3号線
- 吉崎 - あわら病院前 - 藤野厳九郎記念館 - あわら湯のまち駅

南ルート1号線
- 芦原温泉駅 - 市役所 - 芦原温泉駅

南ルート2号線（本荘地区）
- あわら湯のまち駅 - 保健センター - 本荘駅 - 芦原温泉駅 - 市役所

南ルート2号線（新郷地区）
- あわら湯のまち駅 - 西温泉（公園前） - あわら湯のまち駅

観光コース
- あわら湯のまち駅 - 藤野厳九郎記念館 - 北潟湖畔公園 - 吉崎 - トリムパークかなづ - 芦原温泉駅